# 302-es főút (Magyarország)
A 302-es számú főút Emődtől az M30-as autópályáig ér.

## Fekvése
Borsod-Abaúj-Zemplén vármegye déli részén található, az emődi 3-as úti körforgalomtól, az M30-as autópálya 3-as kilométerszelvényéig. Ez az út jelenlegi kiépítésében 3 km hosszú, de a tervek szerint a folytatása Hejőpapiig fog érni, így már 8 km hosszú lenne az út. 

## Története
2004-ben az akkor 3 km-es M30-as autópályával együtt adták át hivatalosan.